# Onufry Jacewicz
Onufry Jacewicz (ur. 1800 – zm. 17 marca 1836 w Nancy) – polski generał, dowódca powstania w powiecie telszewskim w 1831, w czasie powstania listopadowego.
W 1831 został naczelnikiem siły zbrojnej powiatu telszewskiego z tytułem generała. Jacewicz rozpoczął organizację wojska w Telszach, uruchomił kursy oficerskie i podoficerskie, utworzył młyn prochowy w Retach i odlewnię dział w Worniach, gdzie wyprodukowano kilkanaście armat. W maju na czele ok. 4000 wojska z dwoma działami przeprowadził nieudany atak na port w Połądze, skąd miano odbierać transporty broni. W połowie sierpnia przekroczył granicę z Królestwem Prus. Odznaczony Krzyżem Złotym Orderu Virtuti Militari.
Wyemigrował do Francji. Jest autorem wspomnień z powstania pod tytułem Pamiętnik naczelnika siły zbrojnej powstania telszewskiego w ks. Żmudzkim.